# Post Scriptvm
Post Scriptvm — музыкальная группа из США, играющая в стилях дарк-эмбиент, индастриал, экспериментальная музыка. Имеет русские корни.

## Дискография
- Post Scriptvm (CD-R) — (Not On Label (Post Scriptvm Self-released)) 1999
- Lethargic Revelation (CD-R) — (Not On Label (Post Scriptvm Self-released)) 2000
- Gauze (CD-R) — (Somnambulant Corpse) 2002; (LP) — (Tesco Archaic Documents) 2015[2]
- Chiaroscvro (CD-R) — (Stridulum Recordings) 2003
- Sea-Green Series — Chapter V (CD-R) — (Gazoline) 2004

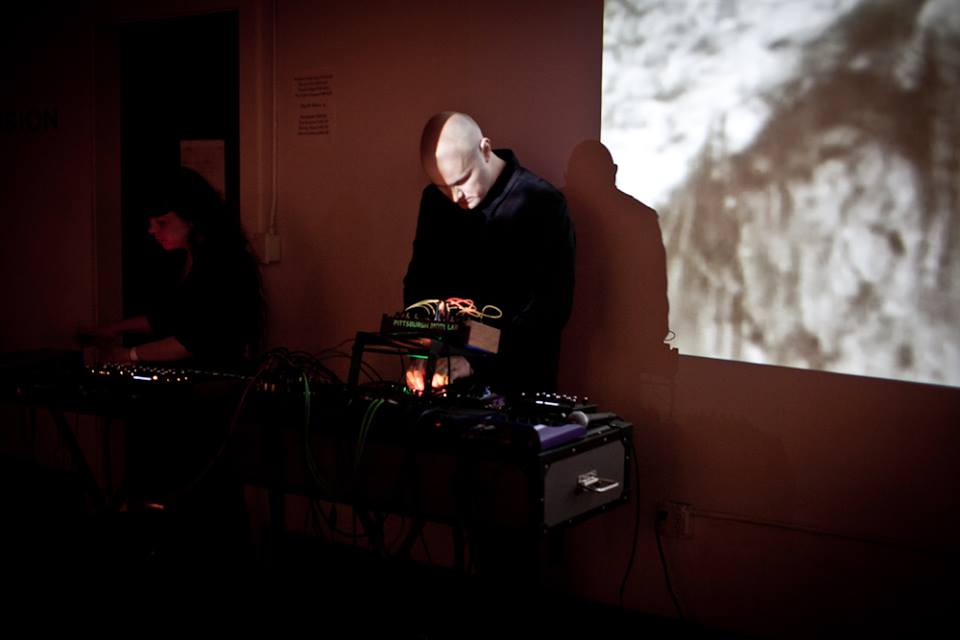
Концерт Post Scriptvm, в Потакете (Род-Айленд), 2014 год.

- Концерт Post Scriptvm, в Потакете (Род-Айленд), 2014 год.Marginal Existence (CD) — (Hermetique) 2005
- Распадъ (CD) — (Tesco Organisation) 2006
- Grey Eminence (CD) — (Tesco Organisation) 2010
- Benommenheit (CD) — (Tesco Organisation) 2014
- Séance (LP) — (The Epicurean) 2015[3]
- Тучи Над Борском (Cassette) — (NEN Records) 2016
- Litaniæ Mortuorum Discordantes (LP/CD) — (The Epicurean/La Esencia) 2016
- Variola Vera (LP) — (Tesco Organisation) 2019
- Eisstoß (LP) — (Tesco Organisation) 2024